# Битка код Талавера де ла Рејна
Битка код Талавера де ла Рејна одиграла се 27/28. јула 1809. године између снага Француског царства и британско-шпанске војске. Битка је део Шпанског рата за независност и Наполеонових ратова, а завршена је победом шпанско-британских снага уз велике губитке.

## Битка
Да би спречио наступање англо-шпанских снага према Мадриду, краљ Жозеф Бонапарта прикупио је јула 1809. године око 50.000 људи и 80 топова и кренуо у сусрет противнику.
Савезници (56 000 људи и 100 топова) под командом британског генерала Артура Велзлија, касније војводе од Велингтона, посели су одбрамбене положаје иза реке Алберче, притоке реке Тахо, на фронту од око 6 km, распоређени у две линије. На десном крилу, са наслоном на Талавера де ла Рејну и реку Тахо, биле су шпанске снаге, ослоњене на падине Сијера де Монталбана британске.
Французи су 27. јула напали Британце на доминирајућем вису на левом крилу. Но, до њега је стигао само један француски пук и био је одбијен, пошто су неке јединице због мрака изгубиле оријентацију. Британци су се ноћу још боље утврдили и ојачали нападнути вис бољом артиљеријом. Наредног дана два француска напада била су одбијена, али су и два британска пука разбијена. Истовремено, француски корпус генерала Себастијанија фронтално креће у напад. Када се већ сматрало да ће се битка завршити у корист Француза, Британци су у борбу увели нетакнуте резерве и напад је до мрака одбијен. Французи се повлаче.
Губици: Французи око 8000, а савезници око 7000 војника.